# Партия свободных демократов
Партия вольных демократов (укр. Партія Вільних Демократів) — украинская политическая партия, правопреемница партии «Яблоко» (укр. Яблуко).
Партия «Яблоко» была зарегистрирована 2 ноября 1999 года (свидетельство о регистрации № 1247). Председателем партии был избран Виктор Чайка, первым заместителем — Михаил Бродский. С 2002 г. — председатель партии Михаил Бродский, первый заместитель-Юрий Сахно. 11 июня 2007 года М.Бродского сменил городской голова Черкасс Сергей Одарыч. В данный момент председателем партии является Згиблов Александр Георгиевич.
15 сентября 2000 года в Верховной Раде III созыва "Яблоко" сумело зарегистрировать свою фракцию, в которую вошли 14 народных депутатов. Сопредседателями объединения стали Михаил Бродский и Виктор Суслов. Фракция просуществовала до конца созыва Рады, уменьшившись за два года с 14 до 13 человек, что по тем меркам являлось отличным результатам, поскольку иные фракции теряли от половины до трех четвертей депутатов.  
На парламентских выборах 2002 года «Яблоко» получило 1,15 % голосов.
На президентских выборах 2004 года «Яблоко» поддержало кандидатуру Виктора Ющенко.
19 марта 2005 года партия «Яблоко» приняла решение о слиянии с партией «Батькивщина», но слияние так и не завершилось.
На выборах в Раду в 2006 году члены «Яблока» прошли в парламент по спискам БЮТ. В декабре 2006 года на съезде «Яблока» было решено возобновить деятельность партии.
В марте 2007 года по предложению Михаила Бродского «Яблоко» было переименовано в «Партию вольных демократов». 4 апреля 2007 года в Верховной Раде было создано межфракционное объединение «Вільні демократи», куда вошли пять депутатов. Участники объединения объявили себя сторонниками парламентской демократии и раскритиковали незаконные действия как правящей Партии регионов, так и оппозиции — БЮТ и «Нашей Украины».
В досрочных выборах в Раду 2007 года партия участвовала самостоятельно. В «пятёрку» избирательного списка партии был приглашён Николай Мельниченко — бывший майор Государственной службы охраны, организатор скандальных разоблачений президента Украины Леонида Кучмы («плёнки Мельниченко»). В результате Партия вольных демократов заняла 12-е место среди партий и блоков, получив 50910 голосов избирателей (0,21 %).
Символом партии выбрана белая ворона, что представляется попыткой подчеркнуть свою оппозиционность всем ведущим политическим силам.

## Источник
- ЛІГА.net. Досье: Партия вольных демократов Архивная копия от 17 июня 2010 на Wayback Machine